# Dodge Viper
Dodge Viper är en tvåsitsig sportbil som tillverkades av Dodge-divisionen hos Chrysler Group mellan åren 1992 och 2017.  Den drivs av en V10-motor på 8,3/8,4 liter (8 277 cm3) på 400 - 640 hk beroende på årsmodell, kopplad till en 6-växlad manuell låda. I vissa länder där Dodge inte är ett etablerat märke har bilen sålts som Chrysler Viper.
Utifrån Dodge Vipers V 10-motor har konceptmotorcykeln Dodge Tomahawk byggts. Vipers V 10-motor placerades 1994 i Dodge Ram SRT-10 som i sin tur är världens snabbaste serietillverkade pickup.
Dodge Vipers logo är en bild på en huggorm. Logon har förändrats 2 gånger, varav den sista gången vid början av femte generationen och den andra vid början av tredje generationen.
Den 31 augusti 2017 avslutades produktionen av Dodge Viper. Delvis på grund av att försäljningen av Vipern gick dåligt, men även eftersom Chrysler har svårt att nå de kommande tuffare krocksäkerhetskraven på sina bilar.

## Generation 1, Viper RT-10 (1992-1996)

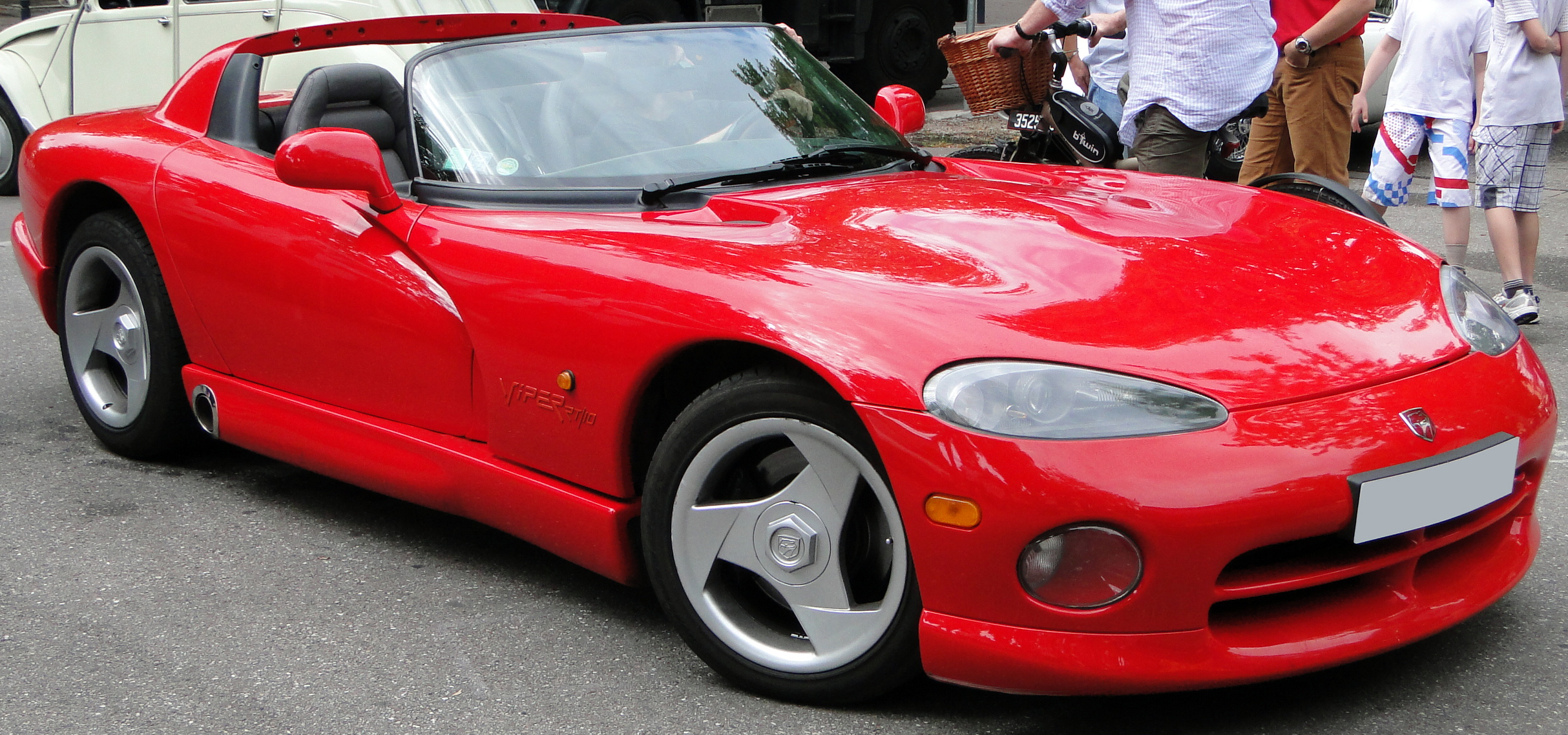
Dodge Viper RT-10

Dodge Viper RT-10 är den första modellen av Dodge Viper och är en cabrioletbil, bilen har ingen hardtop man kan lägga på men däremot ett mjukt tak.
Allt började 1988 när Bob Lutz, företagsledaren av Chrysler Group, rekommenderade designern Tom Gale från samma företag att bygga en sportbil som skulle likna en modern AC Cobra, vilket alltså skulle bli första generationens Viper. Carroll Shelby var även inblandad i utvecklingen av Vipern och använde AC Cobra och Shelby Cobra Daytona som inspiration.
Bilen visades upp första gången 1989 på North American International Auto Show, bilen var då bara en konceptbil, men bilen blev väldigt populär och Chryslers chefsingenjör Roy Sjeoberg och Team Viper (vilket var en grupp med 85 ingenjörer som Sjoeberg valde) fick tillåtelse att serietillverka konceptbilen. Lee Iacocca godkände produktionen 1990 och 1992 släpptes första generationens bilar. Team Vipers mål var att skapa en bil med betydligt högre prestanda än alla andra sportbilar under den tiden, bilen skulle nå 160 km/h på under 15 sekunder. 
Chrysler Group hade två syften med att bygga Vipern, det första var att visa att de fortfarande var bäst på att bygga billiga fordon av vilka typer som helst. Vipern var även en produktionstekniktest för att se om de kunde utveckla nya metoder för tillverkning och montering för att sänka priset på tillverkningen av fordonet. Fordonet var först tänkt att ersättas helt och hållet av en annan sportbil 1997, men ersattes istället av en ny modell av Dodge Viper.

## Generation 2, Viper RT-10 och GTS (1996-2002)

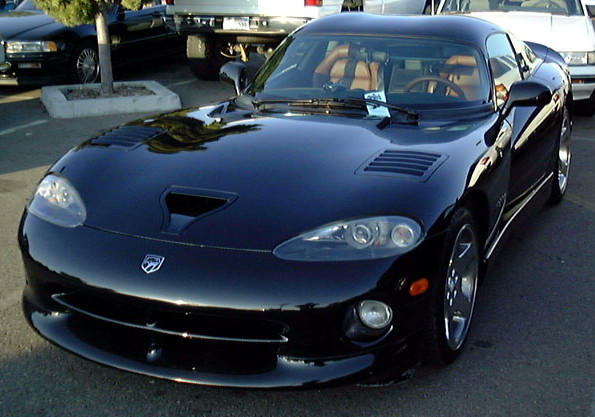
Dodge Viper GTS

Viper RT-10 fortsatte att produceras tillsammans med GTS coupén fram till 2002. Båda modellerna i denna generation fick en uppgraderad motorstyrka, förbättrade fjädringar och förminskade bromssträckor. RT-10-modellen fick först uppgraderingen 1997 och fick även en hardtop man kunde lägga på taket, vilket bilen inte hade många av i förra generationen. Före uppgraderingen av RT-10-modellen hade bilen inte heller luftkonditionering, CD-spelare och elektroniskt kontrollerade fönster och dörrlås vilket GTS-modellen redan hade 1996 och framåt. Dubbla krockkuddar lades även till i fordonens säkerhetsutrustning enligt order av regeringen 1997. Tack vare modellernas utökade prestanda, uppgraderingar och tillägg blev fordonet mycket populärt hos både amatör- och professionella racerförare och användes ofta till dragracing, roadracing och drifting under den tiden.
Bilarna exporterades även till Europa, dock under namnet Chrysler Viper och såldes åren 1997 - 2003.
GTS-modellen har så kallade "dubbla bubblor" där taket är en smula höjt ovanför varje säte för att föraren med hjälm bättre ska rymmas.
Under de första sex åren såldes nästan 10 000 Vipers. 2002 firade man den andra generationens produktioner med lanseringen av Dodge Vipers i "Final Edition", där bilarna var rödfärgade och hade 2 vita racingränder placerade i mitten på bilen som sträckte sig från baksidan till framsidan av bilarna.

## Generation 3, Viper SRT-10 (2003-2006)

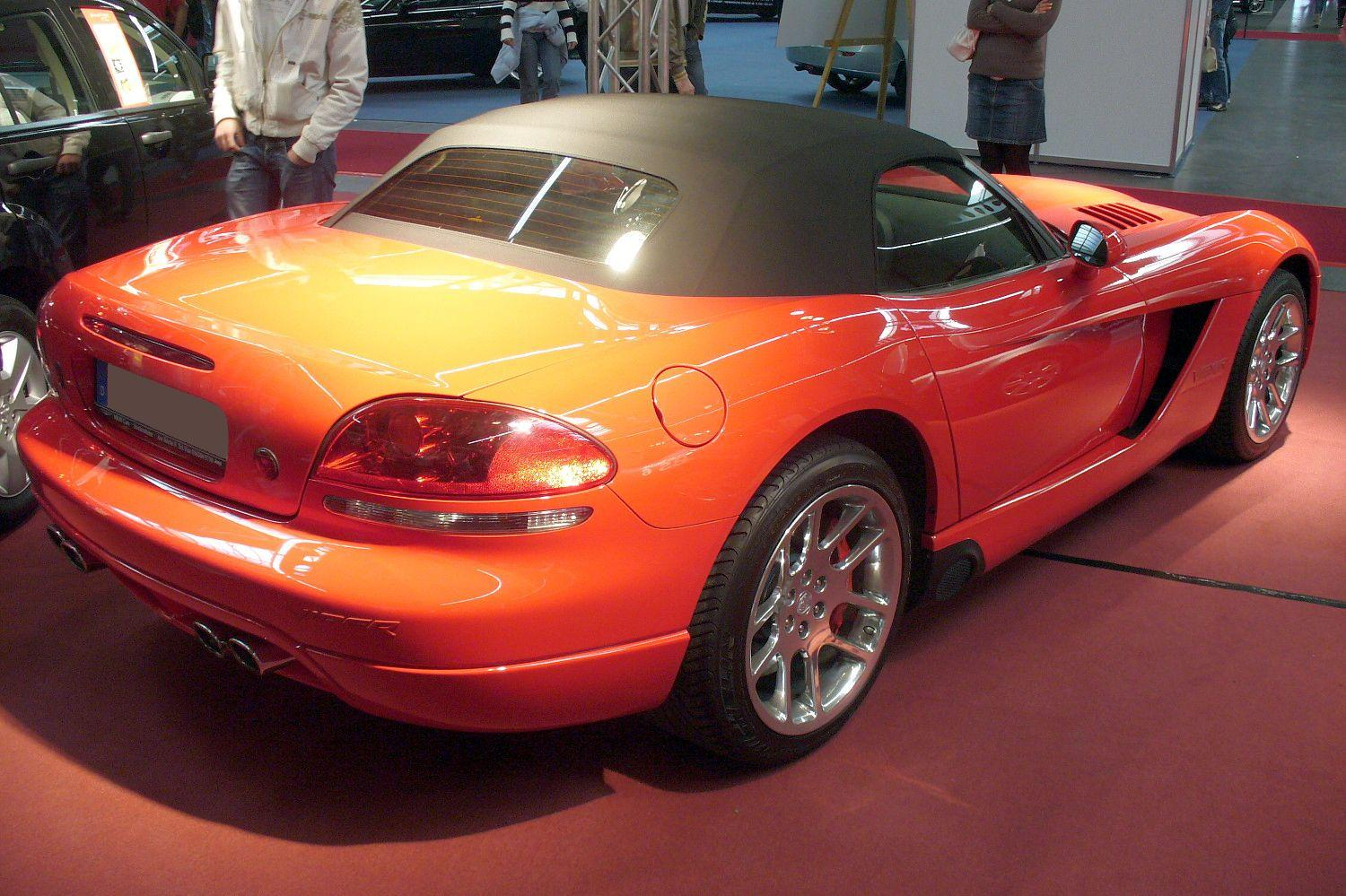
Dodge Viper SRT-10 Corvertible snett bakifrån

Dodge Viper SRT-10 Convertible är ytterligare en cabrioletmodell med avtagbart mjukt tak.

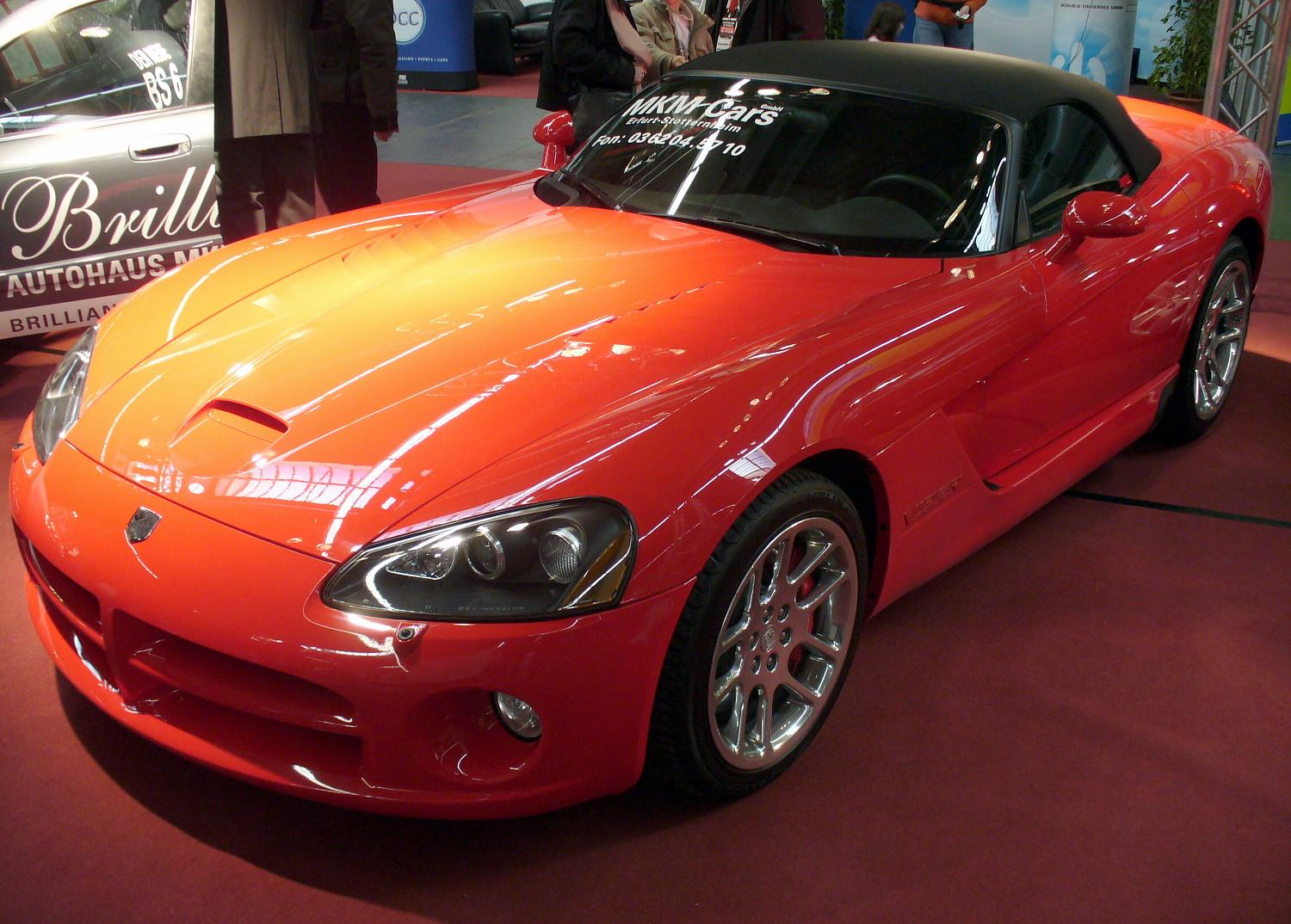
Dodge Viper SRT-10 Corvertible

Innan lanseringen av modellen 2003 blev Dodge Viper omdesignad och fick en helt ny stil. Motorn har nu en utökning till 8,3 L och 500 hästkrafter. Chassit har också förbättrats och väger nu 36 kilo mindre än förra modellen. Interiören är också omdesignad, sätena är exempelvis mer bekväma och man lade till en dysfunktionell pedal som föraren kan vila sin vänstra fot på. Sammanlagt över 100 förändringar gjordes under designeringen av Vipern. Bilägarna 2003 tyckte att det var den bästa Vipern hittills.
2004 släpptes denna modell i "Mamba Edition", trimmade Vipers med svart interiör och röda sömmar på sätena för ett tilläggspris av $3000. Endast 200 Mamba Editions släpptes.
Dodge Viper Viper SRT-10 coupé introducerades 2005 på Detroit Auto Show som en 2006-modell; bilen liknar på många sätt GTS-modellen och har även så kallade "dubbla bubblor" på taket (där taket är höjt en smula ovanför varje säte). Inga modeller tillverkades 2007.

## Generation 4, Viper SRT-10 (2008-2010)
Både Viper SRT-10 Convertible och Viper SRT-10 coupé har tillverkats fram till 2010, 2008 blev dock bilarnas motorer uppgraderade med hjälp av biltillverkaren McLaren Automotive och Ricardo Consulting Engineers. Modellerna har nu en motor på 8,4 liter och 600 hästkrafter, bilarna uppnår 100 km/h på 3,7 sekunder och har en ökad topphastighet på 317 km/h och 325 km/h på cabrioletmodellen respektive coupén. Man testade även modellernas prestanda då man körde bilarna ett varv runt racerbanan Virginia International Raceway, varvtiden var ungefär 3 minuter och trots det varma vädret under testet anses bilarna ha haft kortare varvtid än Corvette Z06, Ford GT, Porsche 911 Turbo, Porsche 911 GT3 och Audi R8.
Bortsett från motoruppgraderingarna uppgraderades även bakaxeln vilket gjorde att bilarna fick bättre fäste på vägen när de accelererade. Bilarna fick även nya däck som täckte mycket av de brister förra generationens däck hade. En till anmärkningsvärd förändring är bilarnas avgassystem, förra generationens modeller hade avgaskorset placerat direkt under sätena vilket gjorde att hela interiören värms upp, vilket man gjorde för att förbättra avgasljudet. De två första generationernas Vipers, som inte hade någon avgaskors, fick dålig kritik för sitt dåliga avgasljud. 2008 fick denna generations bilar ett avgassystem utan avgaskors, vilket minskade uppvärmningen av interiören, men däremot anses fortfarande göra ett exotiskt ljud.
2008 kostade Dodge Viper SRT 10 Convertible $83 145 (678 155 SEK) och Dodge Viper SRT-10 Coupé $83,895 (684 272 SEK)

## Generation 5, SRT Viper (2013-2017)

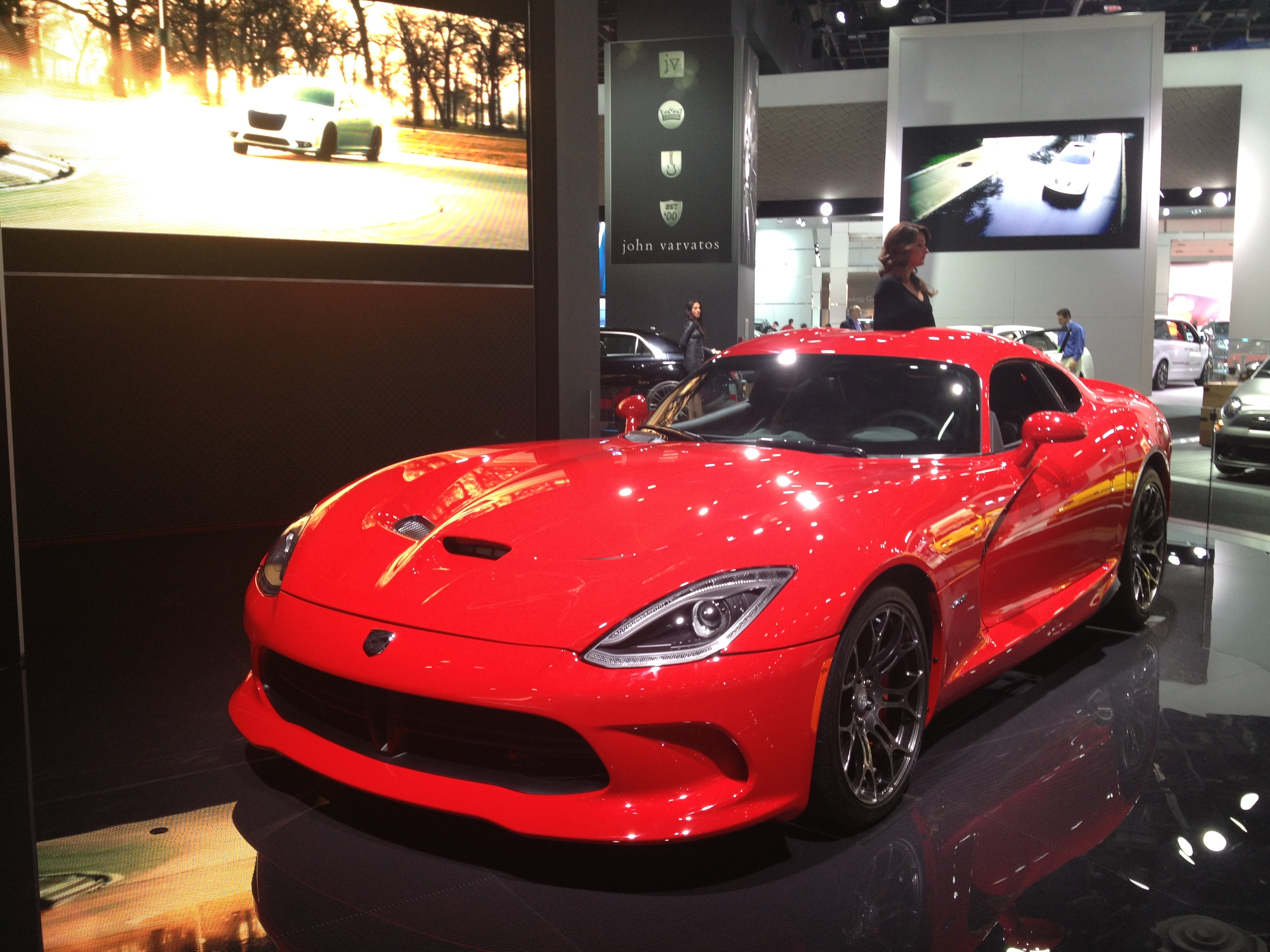
SRT Viper

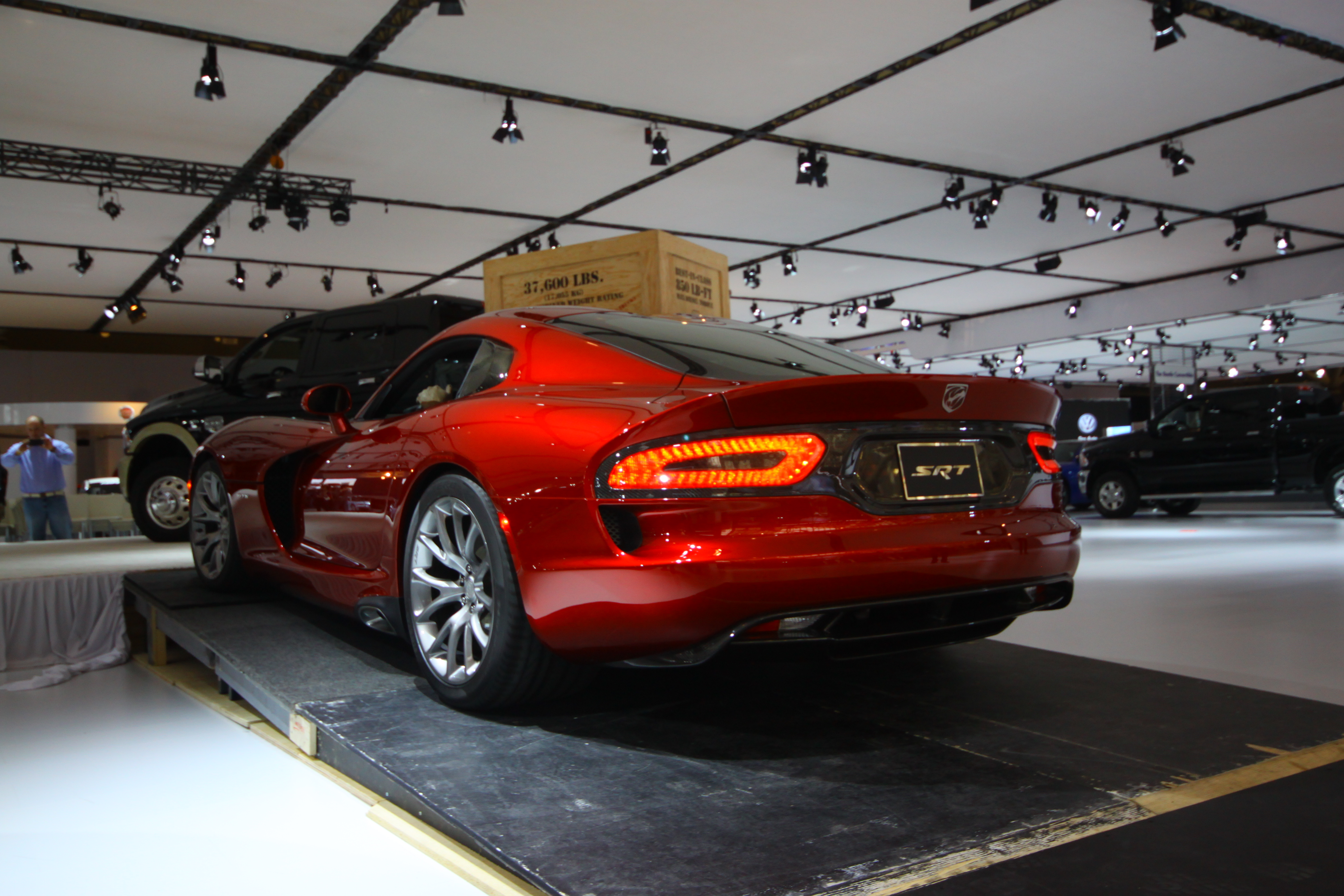
Baksidan av SRT Viper

SRT Viper är den senaste modellen av Viper, som planeras att slutföras den 31 augusti 2017.[uppföljning saknas] Vipern finns i 2 huvudversioner, en standard och en GTS-version, GTS-versionen har mer avancerad teknologi och är byggd så att den är mer lämplig för racerbanor än standardversionen. Till den här generationen har bilens exteriör återigen omdesignats och fått en helt ny stil, man har även fokuserat mycket på bilens aerodynamiska egenskaper och funktioner. Till denna generation förlorade även Viper namnet "Dodge" och ersattes med namnet "SRT" (Street and Racing Technology (Svenskt översatt: Gatu- och racingteknologi)). Vipern fick dock tillbaka namnet "Dodge" i juli 2014. December 2014 fick SRT Viper en utökning med 5 hästkrafter till den nya drivlinan som den också fick. Även priserna sjönk från $100 000 till $85 000. Anledningen till de utökade 5 hästkrafterna och det minskade priset var ett försök att öka försäljningsnivåerna på Vipern som för tillfället gick dåligt och var även anledningen till att man tog tillbaka namnet "Dodge", de trodde att byta tillbaka namnet till ett välkänt namn skulle få försäljningen att öka.
Till skillnad från förra modellen anses SRT Viper ha bättre balans, lägre luftmotstånd och ökad stabilitet, vikten har sänkts med 45 kilo och den väger nu cirka 1,5 ton. Vridstyvheten anses även ha förbättrats med 50 procent. SRT Viper-modellernas säten, dörrar och mittkonsol är läderklädda och har precis som Dodge Viper SRT 10 Coupé och Dodge Viper GTS dubbla "bubblor" på taket (där taket är något förhöjt ovanför varje säte). Karossen består i stora delar av kolfibrer, inkluderat motorhuv, tak och baklucka. Dörrarna är gjorda av aluminium.
Modellen anses ha avtäckts första gången 14 september 2010 under en försäljningskonferens med Chrysler Group och Fiat CEO i Orlando, Florida, en prototyp av bilen med hjul var även närvarande under konferensen. Samma år visades modellen upp på 11th Viper Owners Invitational i Salt Lake City (Ett ställe där Viperägare fick träffas) under endast en natt. April 2012 visades bilen upp på en bilsalong i New York, produktionen startades däremot i Detroit sent 2012.
Produktionen av Vipern stagnerade under hösten 2013 med anledning av att försäljningen börjat avta, på grund av detta avbröts produktionen helt och hållet från 14 april 2014 till 23 juni samma år, 91 arbetare blev sysslolösa under denna period. Den 7 juli samma år avbröts produktionen igen fram till 21 juli av samma anledning.

## Tekniska data
| Tekniska data          | RT-10                      | GTS och RT-10 (generation 2)        | SRT 10 (generation 3) | SRT 10 (generation 4) | SRT Viper                                                    |
| ---------------------- | -------------------------- | ----------------------------------- | --- | --- | ------------------------------------------------------------ |
| Motor:                 | 400 hästkrafter, 8.0 L V10 | 450 hästkrafter, 8.0 L V10          | 517 hästkrafter 8.3 L V10 (convertible) 506 hästkrafter, 8.3 L V10 (coupé)                                                                                                 | 608 hästkrafter, 8.3 L V10 (convertible) 612 hästkrafter, 8.3 L V10 (coupé)                                                                                                | 640 hästkrafter (645 hp 2015), 8.4 L V10 gjord av aluminium. |
| Max vridmoment:        | 630 Nm                     | 664 Nm                              | 725 Nm vid 4200 v/min (convertible) 711 Nm (coupé) | 759 Nm | 813 Nm vid 5000 v/min                                        |
| Växellåda:             | 6-växlad manuell           | 6-växlad manuell                    | 6-växlad manuell | 6-växlad manuell | 6-växlad manuell                                             |
| Tjänstevikt:           | 1542 kg                    | 1580 kg (GTS) 1560 kg (RT-10)       | 1526 kg (convertible) 1600 kg (coupé) | 1567 kg | 1520 kg                                                      |
| Hjulbas:               | 2443 mm                    | 2443 mm                             | 2 510 mm (genomsnittlig längd på cabrioleten och coupén tillsammans. Samma gäller för längd-, bredd- och höjdmätningarna nedanför på både 3:e och 4:e generationens bilar) | 2 510 mm (genomsnittlig längd på cabrioleten och coupén tillsammans. Samma gäller för längd-, bredd- och höjdmätningarna nedanför på både 3:e och 4:e generationens bilar) | 2,42 m                                                       |
| Längd:                 | 4448 mm                    | 4488 mm (GTS) 4481 mm (RT-10, 2000) | 4460 mm | 4460 mm | 4,30 m                                                       |
| Bredd:                 | 1923 mm                    | 1923 mm                             | 1910 mm (1944 mm inklusive speglarna) | 1910 mm (1944 mm inklusive speglarna) | 1,87 m                                                       |
| Höjd:                  | 1 118 mm                   | 1 194 mm (GTS)                      | 1 210 mm | 1 210 mm | 1,21 m                                                       |
| Toppfart:              | 290 km/h                   | 306 km/h                            | 315 km/h (convertible) 305 km/h (coupé) | 317 km/h (convertible) 325 km/h (coupé) | cirka 332 km/h                                               |
| 0–100 km/h i sekunder: | 4,5                        | 4                                   | under 4 | 3,7 | 3,5                                                          |
| 0–200 km/h i sekunder: |                            |                                     | 11,8 (convertible) 13.8 (coupé) | 11,6 (convertible) 11,5 (coupé) | 10,7                                                         |
| 0–300 km/h i sekunder: |                            |                                     | | 46,6 (coupé) |                                                              |

## Varianter

### Dodge Viper GTS-R Concept

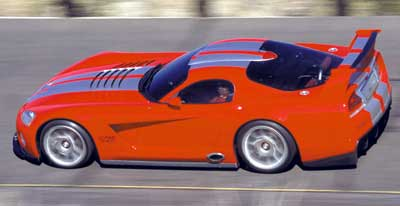
Dodge Viper GTS-R concept

2000 byggdes en ny konceptbil av Dodge Viper, Dodge Viper GTS-R concept, baserad på produktionsbilen Dodge Viper GTS. Osamu Shikado var ansvaring för bilens exteriör, den är cirka 0,4 m längre än GTS:en. Till skillnad från många konceptbilar har bilen en fungerande interiör med bland annat luftkonditionering, justerbara pedaler och bra ljudsystem, bilen finns dock endast i ett exemplar.

#### Tekniska specifikationer för Dodge Viper GTS-R Concept
| Tekniska data          | Dodge Viper GTS-R Concept              |
| ---------------------- | -------------------------------------- |
| Motor:                 | 500 hästkrafter, V10 gjord av aluminum |
| Max vridmoment:        | 678 Nm vid 4555 v/min                  |
| Växellåda:             | 6-växlad manuell                       |
| Tjänstevikt:           | 1476 kg                                |
| Längd:                 | 4902 mm                                |
| Bredd:                 | 1936 mm                                |
| Höjd:                  | 1118 mm                                |
| Hjulbas:               | 2510 mm                                |
| Toppfart:              | 322 km/h                               |
| 0–100 km/h i sekunder: | Cirka 3,8 sekunder                     |

### SRT Viper GTS Launch Edition

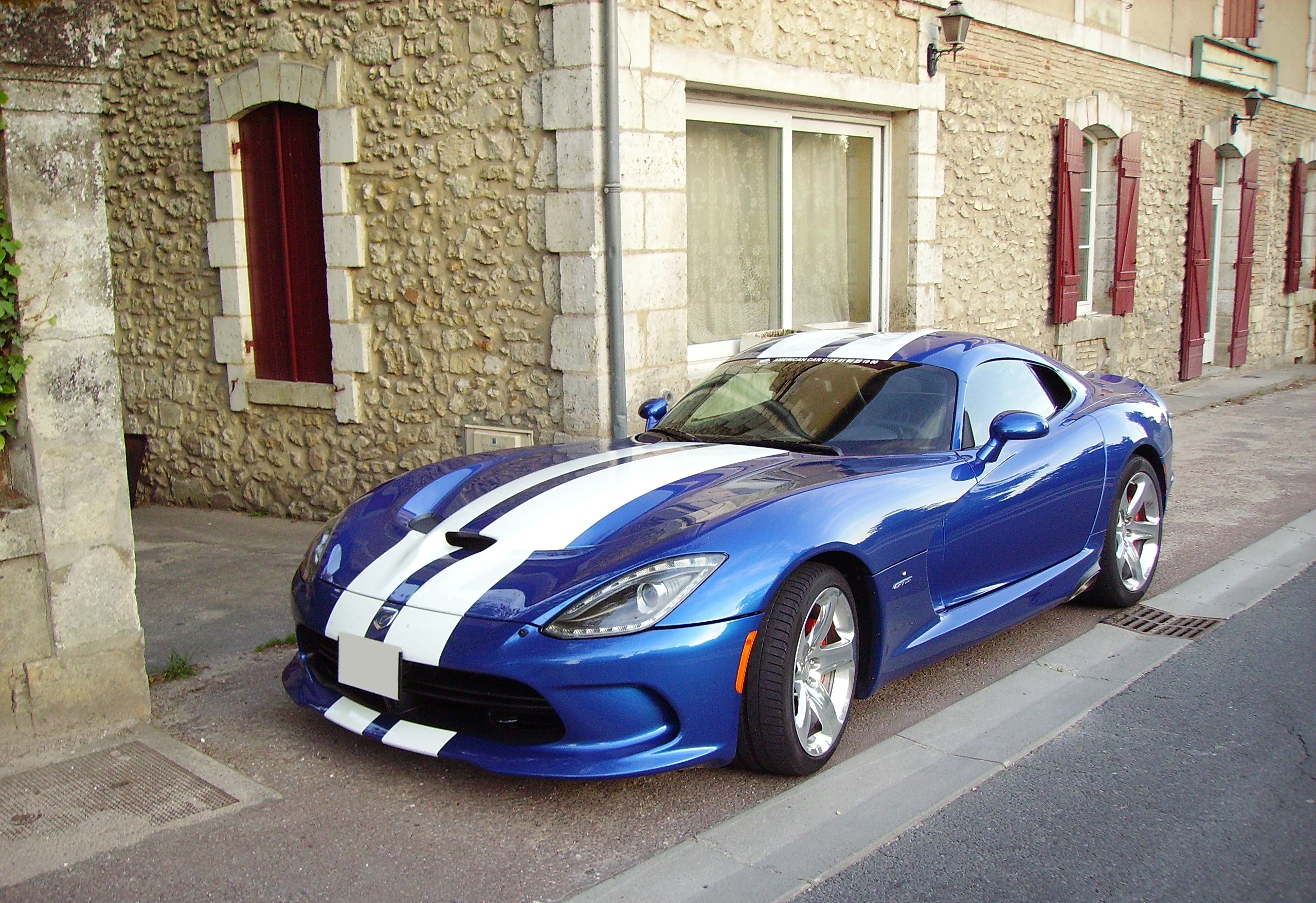
SRT Viper GTS Launch Edition

Denna edition av SRT Viper avtäcktes första gången officiellt den 17 augusti 2012 på The Quail i Monterey. Den här versionen är baserad på den klassiska Viperns blåa metalliska färg och vita racingränder som både användes till GTS-modellen och Dodge Viper SRT-10 Coupé när de först visades upp 1996 respektive 2006. Fälgarna på denna version är också förändrade, vilket märks på de 5 ekrarna och att fälgen är gjord av smidd aluminium. Den här versionen är även läderklädd runt växelspaken, ratten och på instrumentpanelen.

### SRT Viper Time Attack (TA) Special Edition
I denna edition av SRT Viper har man modifierat bilen med förbättrad aerodynamik, samt minskat vikten lite genom att bygga bilen av bland annat kolfiber och andra lättviktiga material. Versionen skapades efter att standardversionen hade haft en förlust mot sportbilen Chevrolet Corvette ZR1, i syfte på "hämnd". Motorn har i alla fall inte förändrats eller uppgraderats. Bilen har tillverkats i 159 exemplar i 3 olika färger, 93 i orange, 33 i svart och 33 i vitt. Exakt datum när försäljningen började är okänt, men man vet att försäljningen startade någonstans mellan januari och april 2013. Trots viktminskningen finns det ingen stor skillnad på prestandan mellan denna version och standardversionen. .
2015 släpptes Dodge Viper Time Attack 2.0, en uppgradering till förra versionen och finns eller planeras tillverkas i 96 exemplar[uppföljning saknas], varav en tredjedel av bilarna kommer att ha var sin färg, blå, svart och lila. Bilens motor har utökats med några få hästkrafter och bilen har även fått en stor bakvinge. Bilens aerodynamiska egenskaper har förbättras genom små modifierade detaljer på exteriören, där bland annat bakvingen kommer in i spelet. Bilen har också en utökning på downforce, också påverkad av de små modifieringarna på exteriören. Annars finns det inte många förändringar på den nya versionen.

### Dodge Viper SRT GTS Ceramic Blue Edition
Dodge Viper SRT GTS Ceramic Blue är ytterligare en edition av SRT Viper. Denna bil består av keramisk blå färg och svarta racingränder placerade på mitten på bilen. Bilens interiör är klädd med nappa och alcantara, har silverfärgad söm på sätena och svarta fälgar gjorda av krom.

### Dodge Viper SRT ACR

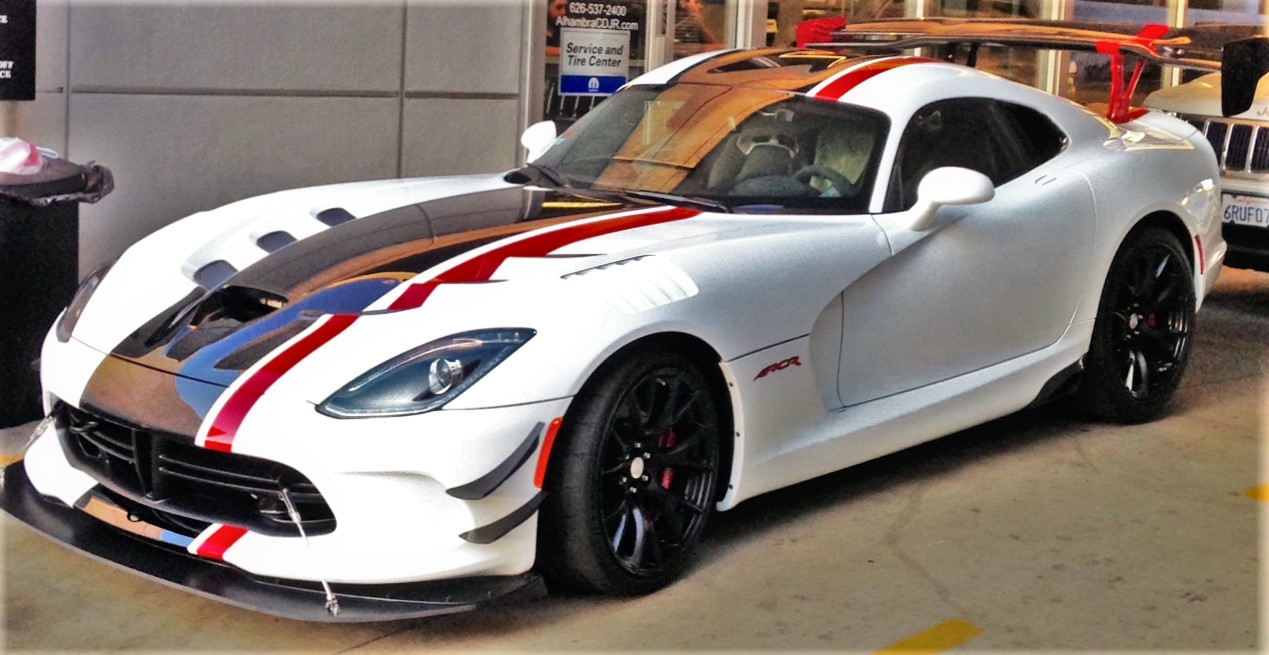
Dodge Viper SRT ACR

Dodge Viper SRT ACR är en banversion av SRT Viper från 2016 som även är avsedd för landsvägsbruk. Bilen har en topphastighet på 285 km/h och en motor på 645 hästkrafter. Bilen kallas oftast för "den snabbaste Vipern man får köra på landsväg" med syfte på bilens downforce som gjort det möjligt att köra i kurvor i hög hastighet.